# گمینا پارچو
گمینا پارچو (به لهستانی:  Gmina Parczew) یک گمینا در لهستان است که در شهرستان پارچف واقع شده‌است. گمینا پارچو ۱۴۶٫۲۳ کیلومتر مربع مساحت و ۱۴٬۸۱۲ نفر جمعیت دارد.